# محمدطاهر میرزا
محمدطاهر میرزای قاجار معروف به محمدطاهر میرزا، از شاهزادگان قاجاری و از بزرگترین و نامدارترین مترجمان ایرانی در عصر قاجار بود. برخی از مهم‌ترین شاهکارهای ادبیات جهان همچون اغلب آثار الکساندر دومای پدر، نخستین بار در عصر پادشاهی ناصرالدین شاه قاجار به قلم او به فارسی برگردانده شد که از آن جمله دو رمان بزرگ سه تفنگدار و کنت مونت کریستو گفتنی‌اند.
سلیمان میرزا اسکندری، نخستین رهبر حزب توده ایران، نوه محمدطاهر میرزای قاجار است.

## زندگی
محمدطاهر میرزا در روز جمعه یازدهم شوال سال ۱۲۵۰ هجری قمری در شهر تبریز به دنیا آمد. پدر وی اسکندر میرزا بود که فرزند ششم عباس میرزا ولیعهد (پسر فتحعلی شاه قاجار) به شمار می‌آمد. محمدطاهر میرزا به اهتمام و پی گیری پدر خویش در زادگاهش به تحصیل علوم ادبی و همین‌طور آموزش کلام عرب همت گماشت و پس از چندی زبان عربی را به خوبی فراگرفت و در آن ممتاز شد. سپس مشغول یادگیری زبان فرانسه شد و آن را از استادان فرانسوی و ایرانی آموخت و بر این زبان مسلط گردید. وی همچنین از علوم ریاضی نیز بهره کافی برد.
پس از فراغت از تحصیل به مصر رفت و پنج سال در جامع الازهر به فراگرفتن علوم دینی پرداخت و پس از آن به ایران بازگشت و در تهران ساکن شد. در تهران وی مورد توجه خاص ناصرالدین شاه قاجار که عموزادهٔ او بود، قرار گرفت، طوریکه شاه برای او عزت و احترام بسیار قائل بود و وی را «حاجی عمواوغلی» می‌خواند. همین موضوع موجبات آمد و رفت وی به دربار قاجاریه را فراهم ساخت و جایگاه او را به گونه‌ای درآورد که بسیاری از بزرگان دربار را به صحبت و مجالست با او، میل بسیار بود.
محمدطاهر نیز مانند پدر از خدمات دولتی گریزان بود و عمر خود را به مطالعه و تحریر و ترجمه گذرانید.پس از مدتی با مکر دربار بین ایشان و شاه فاصله افتاد و وی برای دوری از دسیسه‌های دربار به کاشان نقل مکان کرد. با فشار دربار فرزندان وی به ناچار از کاشان به مناطق مختلفی نقل مکان کردن و پسر بزرگ ایشان به نام پاشا به همراه سایر اعضای خانواده در منطقه ای به نام ازناو ناریان ( ازندریان ) واقع در منطقه همدان ساکن شد و در آنجا به امورات حزب توده غرب مشغول گشت.

## زندگی خصوصی و مرگ
وی با میرزا ابوالحسن جلوه، که از فلاسفه و عرفای نامی ایران به شمار می‌رود، دوست و هم‌نشین بود.
سلیمان‌میرزا اسکندری از اعضای مؤسس و نخستین رهبر حزب توده ایران، نوه محمدطاهر میرزا محسوب می‌شود.
وی سرانجام بر اثر سکته قلبی درگذشت و در گورستان ابن‌بابویه به خاک سپرده شد.

## آثار
محمدطاهر میرزا گذشته از ترجمه کتابهای متعددی از فرانسه به فارسی، خود نیز چند کتاب و یکی دو نمایشنامه نوشته‌است. اما عمدهٔ شهرت او به خاطر ترجمه‌های سلیس و روان او و جایگاهش به عنوان یکی از معدود پیشکسوتان ترجمهٔ شاهکارهای ادبیات جهان به فارسی می‌یاشد.
از ترجمه‌های وی می‌توان به موارد ذیل اشاره کرد:
- سه تفنگدار
- کنت دمونت کریستو
- لارن مارگو (یا همان: ملکه مارگو)
- لوئی چهاردهم و عصرش
- لردهوپ
- ژیل بلاس اثر آلن رنه لوساژ
- سفرنامه اولیویه از دیگر ترجمه‌های محمد طاهر میرزا می‌باشد که توسط دکتر غلامرضا ورهام تصحیح شده و بوسیلهٔ انتشارات اطلاعات، در سال ۱۳۷۱ به طبع رسیده‌است.